# تپه دشت بناب ۴
تپه دشت بناب ۴ مربوط به دوره هخامنشی - دوره ساسانیان است و در شهرستان خرم بید، بخش مشهد مرغاب واقع شده و این اثر در تاریخ ۷ اسفند ۱۳۸۶ با شمارهٔ ثبت ۲۱۴۴۲ به‌عنوان یکی از آثار ملی ایران به ثبت رسیده است.